# Лукін Володимир Петрович
Володи́мир Петро́вич Лукі́н (рос. Владимир Петрович Лукин; нар. 13 липня 1937, Омськ) — російський політик і вчений історик-політолог. З 2004 по 2014 є уповноважений з прав людини в Російській Федерації. Доктор історичних наук, професор. Має ранг Надзвичайного і Повноважного Посла (1992), посол Російської Федерації в США (1992–1994).

## Біографія
Батьки репресовані через кілька днів після його народження.
У 1959 році закінчив історичний факультет Московського державного педагогічного інституту ім. В. І. Леніна.
У 1959–1960 — працював науковим співробітником Державного історичного музею СРСР, в 1961–1966 — Музею революції СРСР. 1961–1964 — аспірант Інституту світової економіки і міжнародних відносин (ІСЕМВ) АН СРСР. У 1964–1965 — науковий співробітник ІСЕМВ. 1965–1968 — старший референт чехословацької редакції журналу «Проблеми миру і соціалізму» (Прага). 1968–1987 — завідувач сектором далекосхідної політики Інституту США і Канади АН СРСР. 1987–1989 — завідувач відділу Управління країн Тихого океану і Південно-Східної Азії МЗС СРСР. 1989 — заступник начальника, завідувач відділом Управління оцінок і планування МЗС СРСР. У 1989–1990 — керівник групи аналізу та прогнозування при секретаріаті ВР СРСР.
У 1990 р. був обраний народним депутатом РРФСР по 9 Подільському національно-територіальному округу (Московська область), балотуючись у передвиборчому блоці «Демократична Росія». Був членом Конституційної комісії. У червні 1990 р. був обраний головою Комітету ВР РРФСР з міждержавних відносин з колишніми республіками СРСР. На початку 1992 р. його комітет був ініціатором постановки питання про статус Кримського півострова.
З лютого 1992 по вересень 1993 року — посол РФ в США. З травня 1992 р. був постійним спостерігачем РФ при Організації американських держав (ОАД). У 1991 році був Головою Радянського Національного комітету з азіатсько-тихоокеанського співробітництва.
У період виборчої кампанії з виборів в ГД РФ очолив виборче об'єднання «Явлінський — Болдирєв — Лукін». Після перемоги на виборах став членом фракції «Яблуко» і очолив Комітет з міжнародних справ ГД РФ. 17 грудня 1995 був обраний депутатом Державної Думи Федеральних Зборів Російської Федерації другого скликання по федеральному округу, список «Яблуко». У Держдумі 2-го скликання був головою Комітету ДД з міжнародних справ.
19 грудня 1999 був обраний депутатом Державної Думи Федеральних Зборів Російської Федерації третього скликання по федеральному округу, список «Яблуко». У Державній Думі 3-го скликання був віце-спікером Державної Думи Федеральних Зборів Російської Федерації.
Призначено Уповноважений з прав людини в Російській Федерації Постановою Державної Думи Федеральних Зборів Російської Федерації від 13 лютого 2004 р. «Про призначення Лукіна Володимира Петровича на посаду Уповноваженого з прав людини в Російській Федерації».
18 лютого 2009 Постановою Державної Думи ФС РФ за № 1729-5 ГД Лукін Володимир Петрович призначений на посаду Уповноваженого з прав людини в Російській Федерації на другий п'ятирічний термін.
Володіє англійською, французькою та іспанською мовами. Любить грати у футбол і хокей, вболіває за ЦСКА. Вдівець (дружина померла у 2020 році), має двох синів і онука.
Нагороджений орденом «Знак Пошани».

## Місія в Україні (2014)
Після трагічних подій («Кривавий четвер») Віктор Янукович 20 лютого 2014 року подзвонив Володимиру Путіну та запропонував направити посередника для переговорів з опозицією. Путін вирішив, що це буде Лукін. 21 лютого Лукін був єдиним, хто не поставив свій підпис під угодою між Януковичем та опозицією. 
2 травня 2014 Володимир Лукін чартерним рейсом прибув в Україну. Про це на своїй сторінці у Facebook повідомив координатор «Інформаційного опору» Дмитро Тимчук. «Разом з Лукіним до Донецька прибуває ще декілька представників Москви. Про прибуття делегації МЗС України ніхто не повідомляв», — зазначив Тимчук.